# Autoestrada A25
La Autoestrada A25, más conocida como Autoestrada das Beiras Litoral e Alta, es una autopista portuguesa que une Aveiro con la frontera española en Vilar Formoso, pasando por Viseu y Guarda. Su longitud es de 198 km desde 2021, cuando se abrió el último tramo entre Vilar Formoso y la frontera española, tramo que tiene continuidad a través de la A-62, cuyo último tramo entre Fuentes de Oñoro y la frontera se abrió en 2021 también junto con el de la A-25. Es una de las principales autopistas de Portugal, ya que es la puerta de entrada principal del tráfico rodado del resto de Europa. Por ella circulan diariamente miles de vehículos ligeros y pesados con destino al extranjero.
La mayor parte de su recorrido ya está construido, finalizándose las obras en 2006, después de la numerosas reivindicaciones de las autoridades locales y las asociaciones de transportistas por carretera. Aún falta la conexión trasfronteriza con España y la A-62, cuyas obras se encuentran paralizadas por la nueva licitación de las obras en España. La A25 tiene 33 enlaces y 8 áreas de servicio.
La A25 forma parte de la E-80 y parcialmente de la E-802. Dentro del Plano Rodoviário Nacional 2000, está identificada como integrante del Itinerario Principal 5.
La concesionaria de esta autopista es Ascendi. La A25 está integrada en las Concessões Rodoviárias da Costa de Prata (Concesiones Viarias de la Costa de la Plata) entre Aveiro y Albergaria-a-Velha y en las Concessões Rodoviárias das Beiras Litoral e Alta (Concesiones Viarias de las Beiras Litoral y ALta) entre Albergaria-a-Velha y Vilar Formoso. Actualmente, es una autopista de peaje electrónico entre Aveiro y Vilar Formoso. En todo su recorrido, existe como alternativa gratuita la carretera N16 y, en algunos tramos, también la IP5.

## La antigua IP5
La A25, anteriormente conocida como IP5, fue construida para sustituir esta última, con innumerables deficiencias en su construcción y un elevado número de accidentes de tráfico. La IP5 llegó a considerarse la carretera más peligrosa de Portugal y la tercera más peligrosa del mundo.

## En la actualidad

### Accidentes
Los primeros estudios demuestran que, tras la construcción de la A25 en 2007, se ha reducido significativamente el número de accidentes. Esto se ha logrado gracias a la construcción a partir de cero de la A25 (en lugar de seguir la ruta de la IP5) y a la descongestión del tráfico mediante la construcción de más carriles (algunas zonas de la autopista tienen cinco carriles en ambas direcciones).
| Tipos de accidentes              | IP 5 | A25 | Diferencia |
| -------------------------------- | ---- | --- | ---------- |
| Accidentes con lesiones          | 134  | 92  | - 31%      |
| Accidentes con víctimas mortales | 17   | 4   | - 76%      |

Además la A25 ha reducido el tiempo de viaje entre Vilar Formoso y Aveiro, pasando de las 2 horas y media que se tardaban con la IP5 a la hora y media que se tarda con la A25.
Sin embargo, en agosto de 2010, la A25 fue testimonio de un gran accidente en cadena, en Talhadas, el cual provocó 6 víctimas mortales y más de 70 heridos.

### Peajes
Desde 2011, la autopista A25 es de pago sin barreras. Esto es una auténtica pesadilla para el turista extranjero que con intención de pagar se encuentra ante un sistema complicado para realizar el pago, debido a la mala información cedida por el gobierno luso.
La falta de pago del peaje conlleva una multa equivalente a 10 veces la tasa de peaje, con un mínimo de 25€. Ahora bien, para que puedan exigirte el pago tiene que pararte la policía portuguesa (GNR), pero dado el caso, deberás abonar el importe de la multa en efectivo o te podrías enfrentar a la inmovilización del vehículo.

### Tráfico
| Tramo                                     | Tráfico (en vehículos por hora) en 2010 |
| ----------------------------------------- | --------------------------------------- |
| Gafanha da Encarnação - Gafanha da Nazaré | 25924                                   |
| Gafanha da Nazaré - Aveiro (centro)       | 35133                                   |
| Aveiro (centro) - Esgueira                | 26640                                   |
| Esgueira - A 17                           | 31968                                   |
| A 17 - Angeja ( A 29 )                    | 44383                                   |
| Angeja ( A 29 ) - A 1                     | 32697                                   |
| A 1 - Albergaria-a-Velha                  | 26261                                   |
| Albergaria-a-Velha - Carvoeiro            | 20487                                   |
| Carvoeiro - Talhadas                      | 17180                                   |
| Talhadas - Reigoso                        | 18840                                   |
| Reigoso - Cambarinho                      | 17989                                   |
| Cambarinho - Vouzela (oeste)              | 16987                                   |
| Vouzela (oeste) - Vouzela (este)          | 16991                                   |
| Vouzela (este) - Sacorelhe                | 16575                                   |
| Sacorelhe - Boa Aldeia                    | 16633                                   |
| Boa Aldeia - A 24                         | 12961                                   |
| A 24 - Viseu (sur)                        | 15538                                   |
| Viseu (sur) - Viseu (norte)               | 10863                                   |
| Viseu (norte) - Fragosela                 | 14456                                   |
| Fragosela - Fagilde                       | 19230                                   |
| Fagilde - Mangualde                       | 18658                                   |
| Mangualde - Chãs de Tavares               | 12548                                   |
| Chãs de Tavares - Fornos de Algodres      | 11599                                   |
| Fornos de Algodres - Vila Boa de Mondego  | 11555                                   |
| Vila Boa de Mondego - Celorico da Beira   | 11268                                   |
| Celorico da Beira - Ratoeira (oeste)      | 12192                                   |
| Ratoeira (oeste) - Ratoeira (este)        | 14453                                   |
| Ratoeira (este) - Guarda                  | 14673                                   |
| Guarda - A 23                             | 11553                                   |
| A 23 - Pinzio                             | 9209                                    |
| Pinzio - Leomil                           | 8880                                    |
| Leomil - Vilar Formoso                    | 8095                                    |

## Tramos
| Tramo                                   | Año servicio                                                                 | Km   |
| --------------------------------------- | ---------------------------------------------------------------------------- | ---- |
| Praia da Barra - Aveiro                 | En servicio (1999) (Concesionaria: Costa da Prata)                           | 7,7  |
| Aveiro - A 1                            | En servicio (1991) (Concesionaria: Costa da Prata)                           | 16,7 |
| A 1 - Albergaria-a-Velha                | En servicio (2001) (Concesionaria: Beiras Litoral e Alta)                    | 4,7  |
| Albergaria-a-Velha - Boa Aldeia (Viseu) | En servicio (12 de octubre de 2005) (Concesionaria: Beiras Litoral e Alta)   | 46,4 |
| Boa Aldeia (Viseu) - Mangualde          | En servicio (30 de agosto de 2006) (Concesionaria: Beiras Litoral e Alta)    | 29,7 |
| Mangualde - Guarda                      | En servicio (15 de julio de 2006) (Concesionaria: Beiras Litoral e Alta)     | 56,0 |
| Guarda - Vilar Formoso                  | En servicio (19 de noviembre de 2003) (Concesionaria: Beiras Litoral e Alta) | 35,8 |
| Vilar Formoso - España                  | En servicio (20 de diciembre de 2021) (Concesionaria: Beiras Litoral e Alta) | 2,3  |

## Capacidad
| Sección                           | Capacidad | Longitud |
| --------------------------------- | --------- | -------- |
| Gafanha da Nazaré - Vilar Formoso |           | 197 km   |

## Áreas de servicio
La mayoría de las estaciones de servicio de la A25 son heredadas de la IP5, pues ya cumplían con las características para crear una vía de doble calzada. Las áreas de servicio de Aveiro, Vouzela y Viseu son las excepciones, ya que se tuvieron que construir desde cero durante las transformación en autopista de la IP5. El listado de áreas de servicio es:
- Área de Servicio de Gafanha da Nazaré (km 4)
- Área de Servicio de Aveiro (km 15)
- Área de Servicio de Vouzela (km 53)
- Área de Servicio de Viseu (km 87)
- Área de Servicio de Fagilde (km 103)
- Área de Servicio de Celorico da Beira (km 143)
- Área de Servicio de Leomil (km 187)

## Salidas

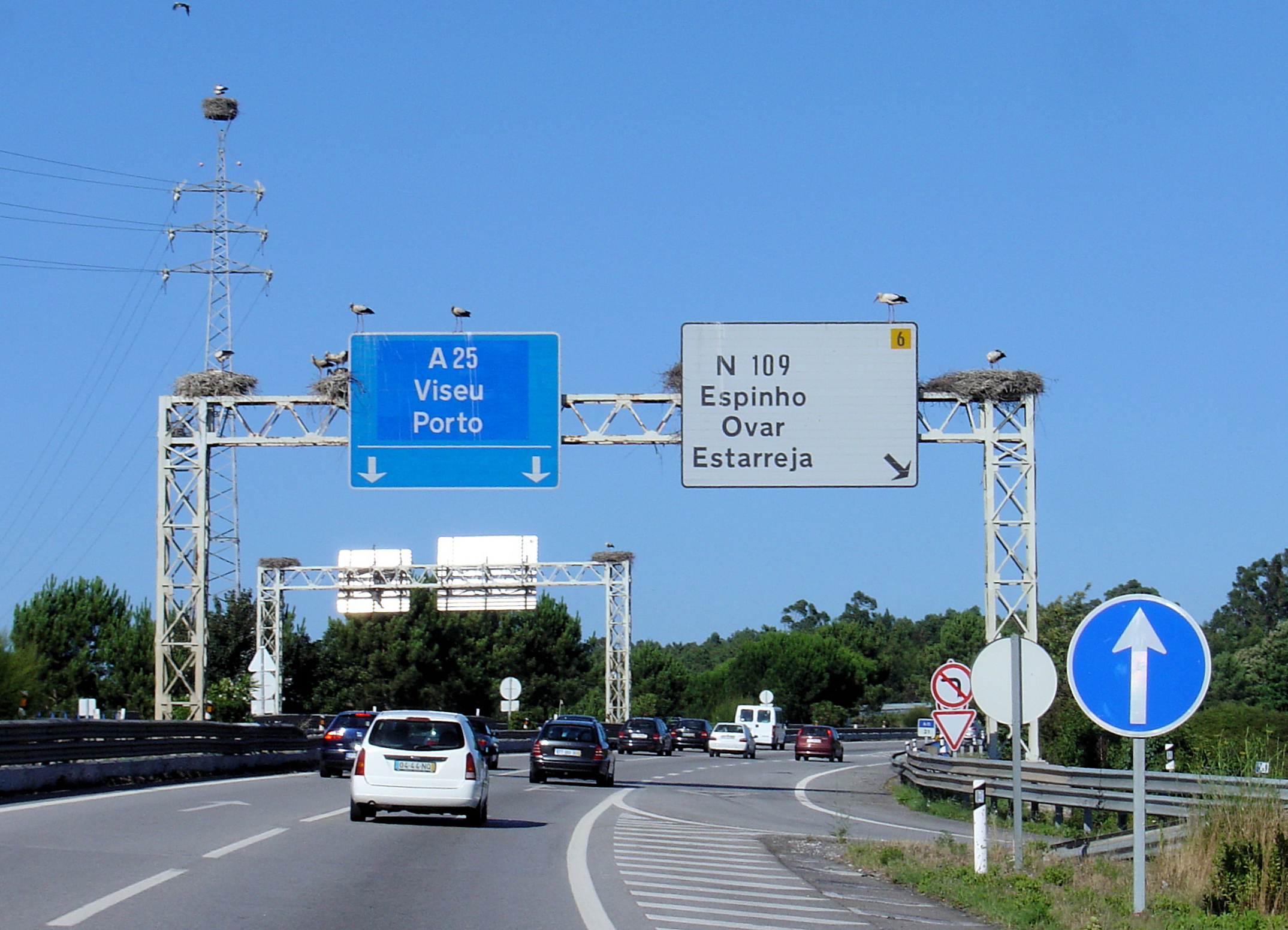
La A25 en las proximidades de Aveiro

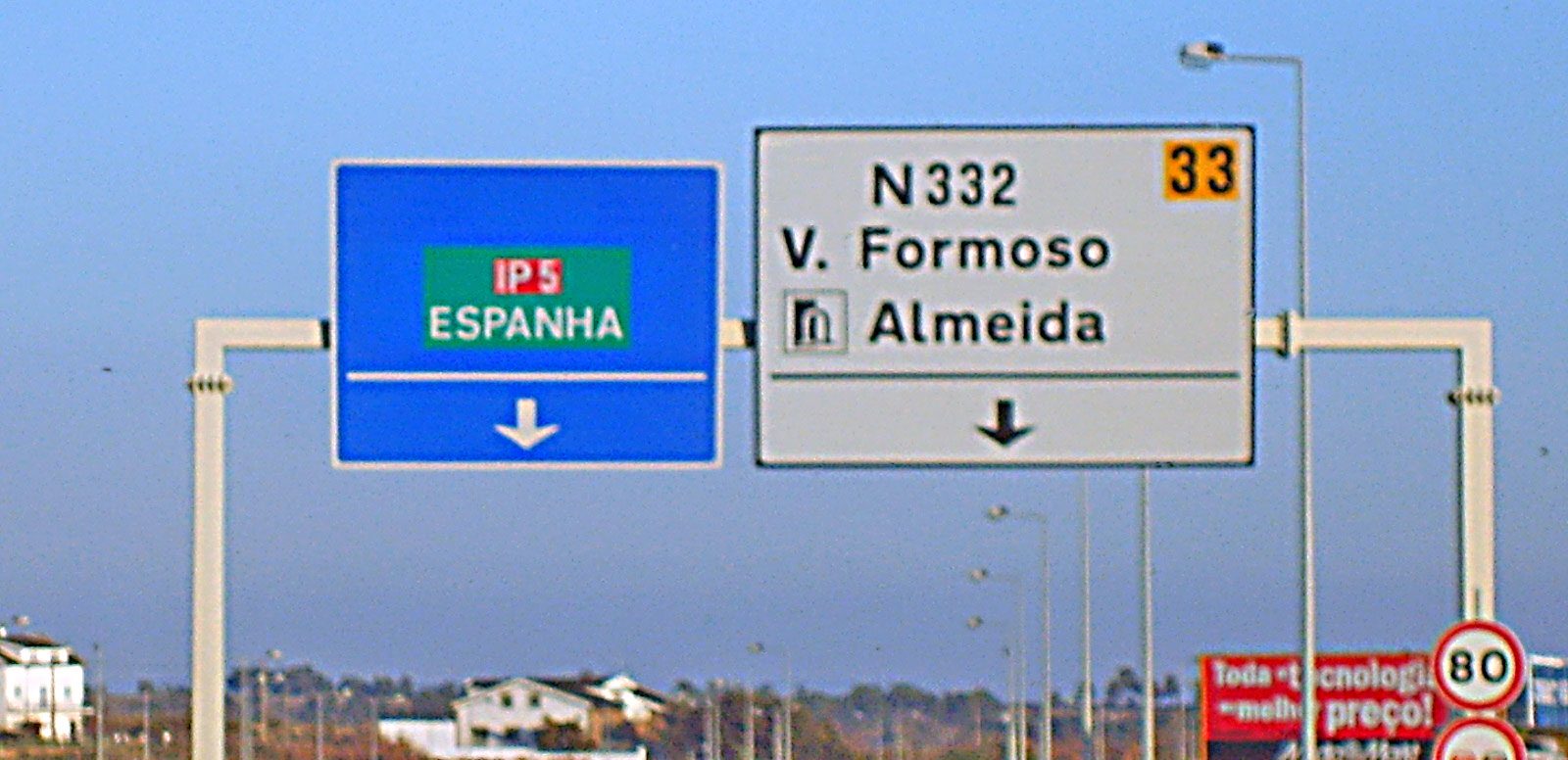
Actualmente, fin provisional de la A25: salida para el centro de Vilar Formoso y Almeida

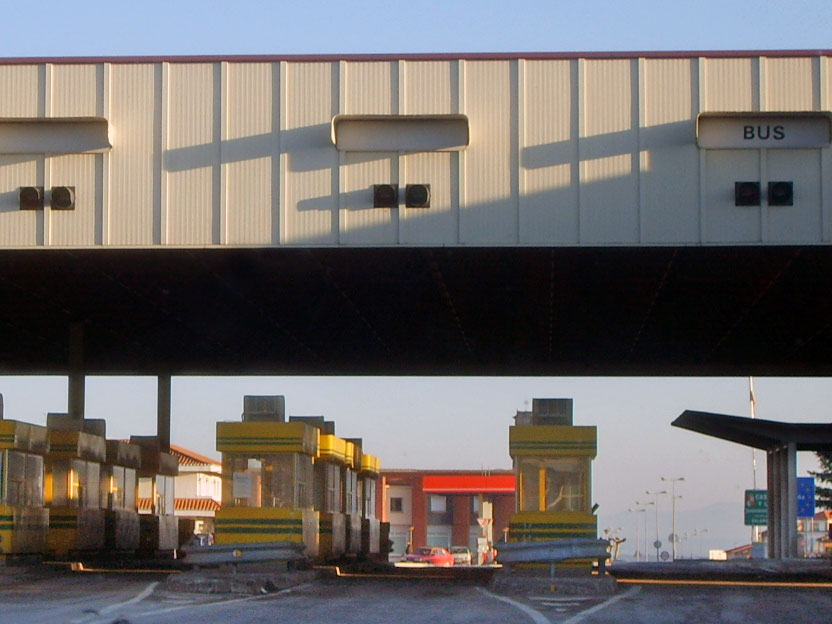
Frontera de Vilar Formoso (final A25)

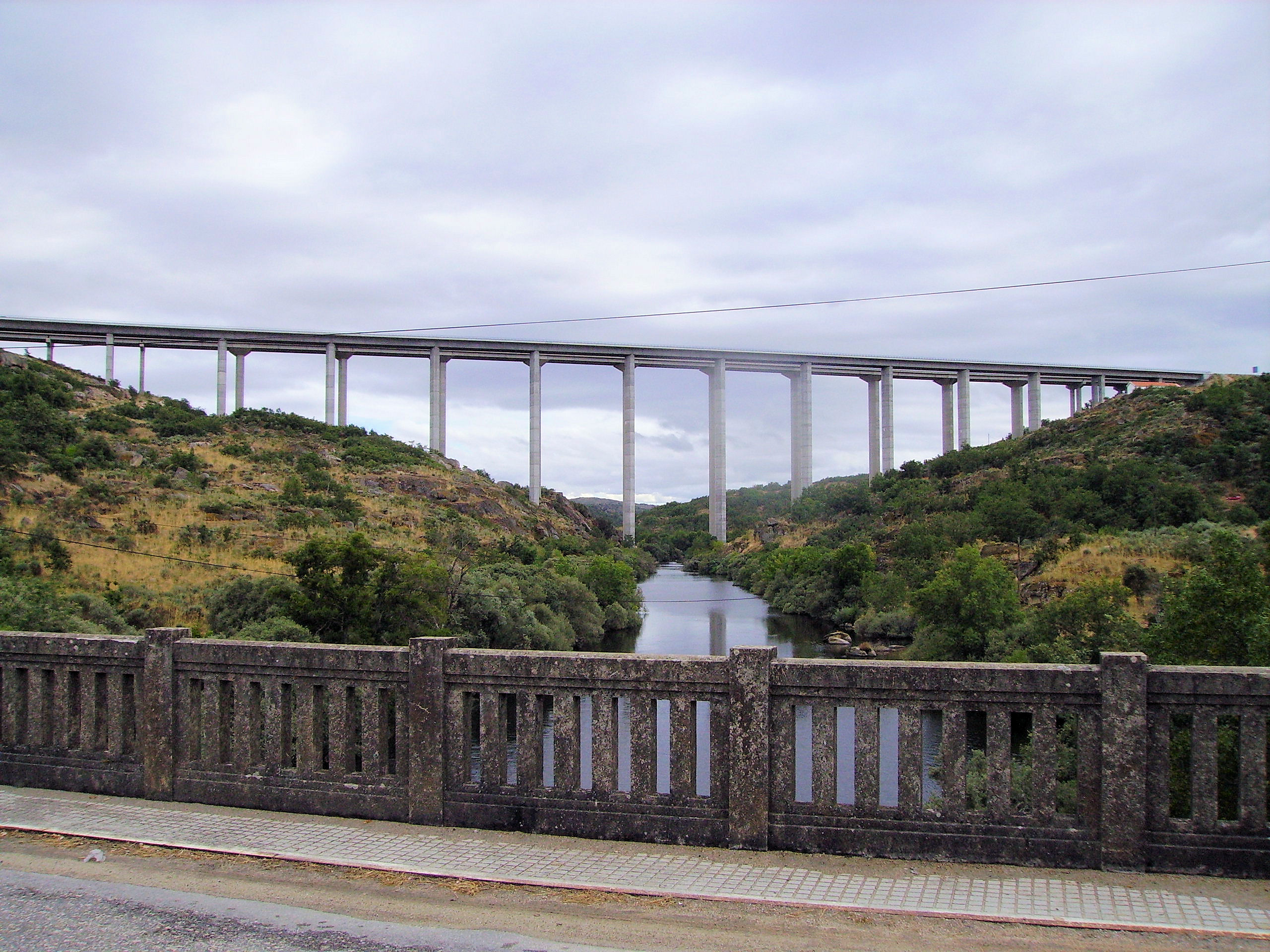
Viaducto de la A25, sobre el río Coa, entre Guarda y Vilar Formoso

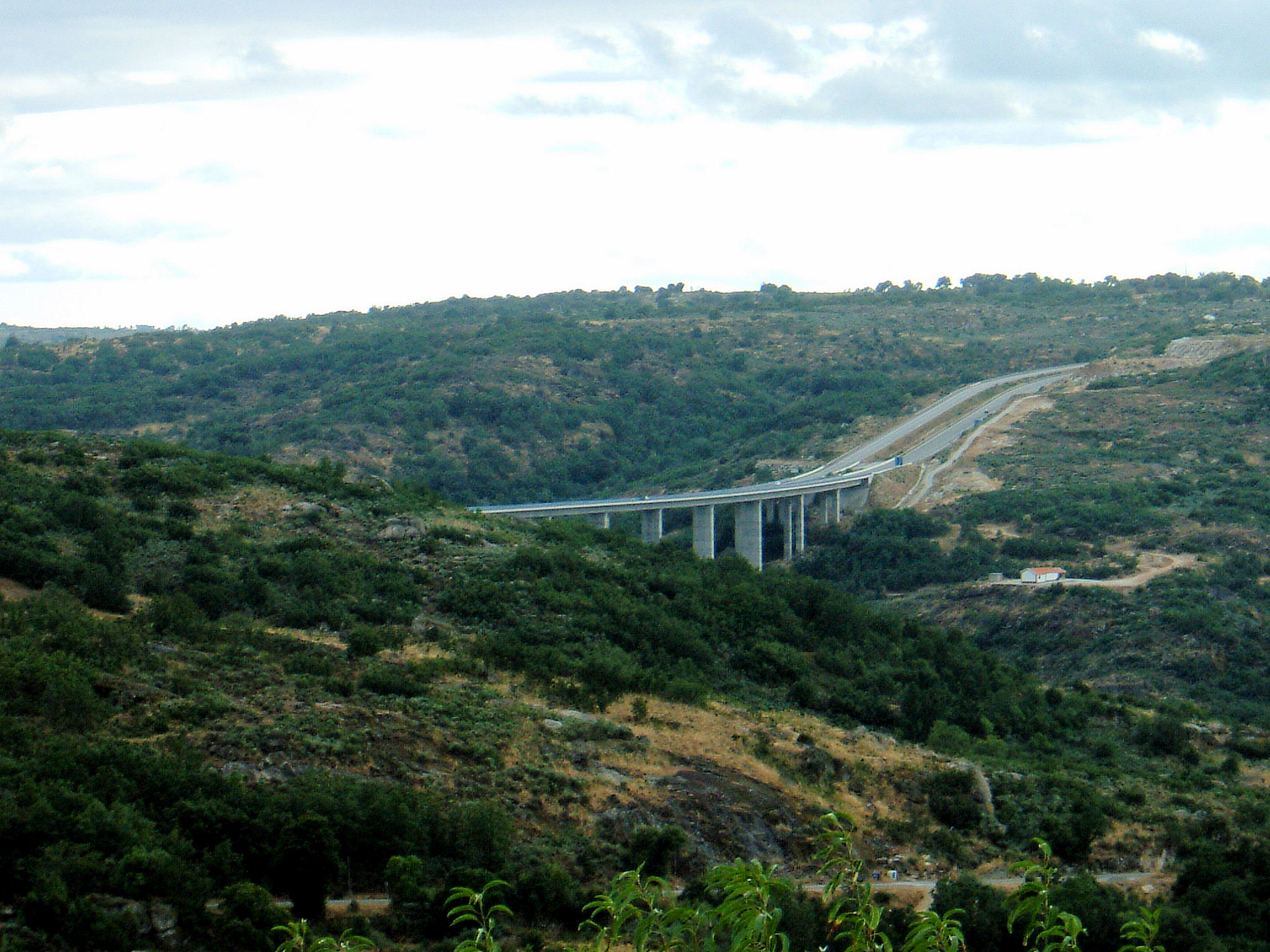
Viaducto de la A25, cerca de Castelo Bom

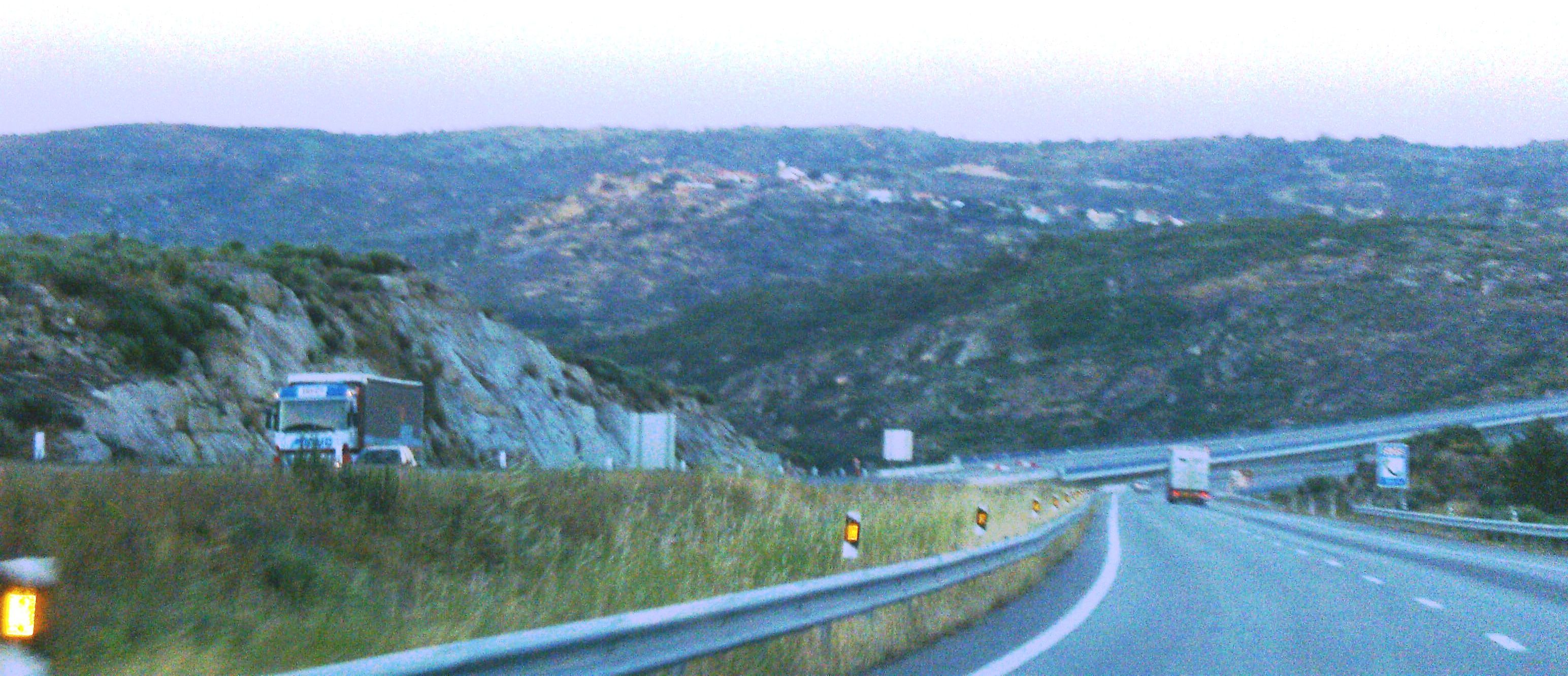
Tramo de la A25, cerca de la localidad de Castelo Bom

| Número de Salida                             | Nombra de Salida                                                          | Carretera que enlaza |
| -------------------------------------------- | ------------------------------------------------------------------------- | -------------------- |
|                                              | Praia da Barra Playas Vagueira / Mira / Playa de Mira (Carretera costera) | IP 5                 |
| 1                                            | Gafanha da Nazaré Zona portuaria (oeste)                                  | R 591                |
| 1A                                           | Gafanha da Encarnação                                                     | R 591                |
| Área de servicio de Gafanha da Nazaré (km 4) |                                                                           |                      |
| 2                                            | Gafanha da Nazaré - Ílhavo Zona portuaria (este)                          | R 590                |
| 3                                            | Aveiro (centro) - Pirâmides                                               |                      |
| 4                                            | Aveiro (norte) Esgueira                                                   | N 109                |
| Pórtico de Peaje de Esgueira - € 0,55        |                                                                           |                      |
| 5A                                           | Mira - Figueira da Foz - Lisboa                                           | A 17                 |
| 5B                                           | Aveiro (norte) Parque deportivo Zona comercial                            |                      |
| Área de servicio de Aveiro (km 15)           |                                                                           |                      |
| Pórtico de Peaje de Cacia - € 0,70           |                                                                           |                      |
| 6                                            | Angeja - Zona industrial Espinho - Ovar - Estarreja                       | N 109                |
| 6A                                           | Estarreja - Oporto                                                        | A 29                 |
| Pórtico de Peaje de Angeja - € 0,25          |                                                                           |                      |
| 7A                                           | Oporto - Coímbra - Lisboa                                                 | A 1                  |
| 7B (sentido Viseu)                           | Angeja (este) Zona industrial de Albergaria                               | N 16                 |
| 8                                            | Albergaria-a-Velha Oporto - Águeda                                        | IC 2 N 1             |
| 9                                            | Macinhata do Vouga - Carvoeiro                                            | M 575                |
| 10                                           | Talhadas - Sever do Vouga                                                 | N 328                |
| 11                                           | Reigoso                                                                   | M 517                |
| Área de servicio de Vouzela (km 53)          |                                                                           |                      |
| 12                                           | Campia - Oliveira de Frades                                               | N 333-3              |
| 13                                           | Vouzela - São Pedro do Sul                                                | N 333                |
| 14 (sentido Viseu)                           | Sierra da Penoita                                                         | IP 5                 |
| 15                                           | Ventosa                                                                   |                      |
| 16                                           | Boa Aldeia - Tondela Viseu (norte)                                        | N 228 IP 5           |
| 17                                           | Castro Daire - Vila Real - Chaves Tondela - Coímbra - Figueira da Foz     | A 24 IP 3            |
| Área de servicio de Viseu (km 87)            |                                                                           |                      |
| 18                                           | Viseu (sur) Nelas                                                         | N 231                |
| 19                                           | Viseu (norte) - Sátão                                                     | IP 5                 |
| 20                                           | Viseu (este) - Caçador                                                    | N 16                 |
| 21                                           | Fagilde                                                                   | N 16                 |
| Área de servicio de Fagilde (km 103)         |                                                                           |                      |
| 22                                           | Penalva - Mangualde                                                       | N 234                |
| 23                                           | Chãs de Tavares                                                           | N 16                 |
| 24                                           | Fornos de Algodres Gouveia                                                | N 16                 |
| 25                                           | Celorico da Beira (oeste)                                                 | N 16                 |
| 26                                           | Gouveia - Celorico da Beira (sur)                                         | N 17 N 102           |
| 27                                           | Ratoeira - Celorico da Beira (este) - Trancoso                            | N 16                 |
| Área de servicio de Celorico (km 143)        |                                                                           |                      |
| 28                                           | Açores - Sobral da Serra - Porto da Carne                                 | IP 5                 |
| 28A                                          | Trancoso - Braganza                                                       | IP 2                 |
| 29                                           | Guarda                                                                    |                      |
| 30                                           | Guarda (sur) - Covilhã - Castelo Branco Pinhel - Guarda (Gare)            | A 23 N 221           |
| 31                                           | Pínzio                                                                    | M 574                |
| 32                                           | Alto de Leomil Pinhel - Almeida Sabugal                                   | N 324                |
| Área de servicio de Leomil (km 187)          |                                                                           |                      |
| 33                                           | Vilar Formoso - Almeida Última salida antes de entrar en el tramo de pago | N 332                |
| 34                                           | Vilar Formoso Fuentes de Oñoro - Aldea del Obispo                         | DSA-470              |
|                                              | Frontera                                                                  |                      |
|                                              | España                                                                    | A-62 E-80            |

## Estudios de Impacto Ambiental
1. Resumen Técnico del Estudio de Impacto Ambiental de la A 25/IP 5 - Tramo Vilar Formoso-Frontera:  (enlace roto disponible en Internet Archive; véase el historial, la primera versión y la última).